# Гра для персонального комп'ютера

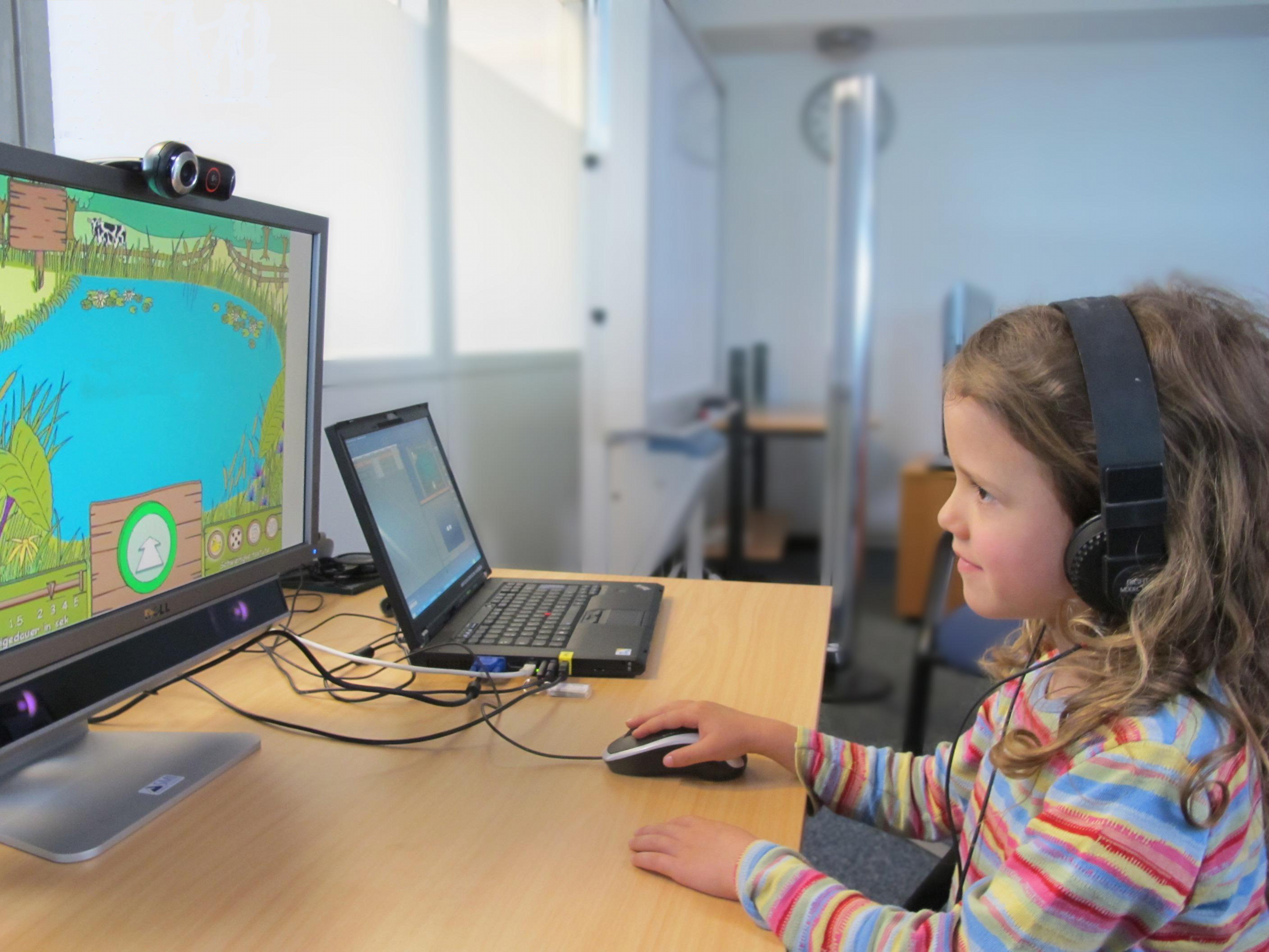
Дитина грає в ПК-гру

Гра для персонального комп'ютера, ПК-гра — це відеогра, в яку грають на персональному комп'ютері, а не на, наприклад, аркадному ігровому автоматі або гральній консолі.
ПК-ігри створюються як одним розробником відеоігор, так і кількома, часто в співпраці з іншими фахівцями, а публікуються самостійно або через третю особу. Також, вони можуть поширюватися як на фізичних носіях, таких як DVD і CD, так і шляхом цифрової дистрибуції. ПЕ-ігри часто вимагають спеціалізованого апаратного забезпечення на комп'ютері користувача для того, щоб повноцінно функціонувати, наприклад, певного обсягу оперативної пам'яті або Інтернет-з'єднання для онлайн ігор.

## Особливості платформи
Тоді як гральні консолі виробляються і контролюються якимись компаніями, персональний комп'ютер залишається незалежним. Перевагами відкритості ПК для відеоігор є:
- Низька ціна — оскільки на ринку присутня потужна конкуренція і відсутня комісія для виробника консолі, ігри та сервіси на ПК дешевші від ігор для гральних консолей.[1][2].
- Гнучкість — старі ігри можна запускати на нових системах (хоча може знадобитися програма-емулятор)[3], а нові ігри можна запускати на застарілих системах, після налаштування рівня якості графіки та інших параметрів.
- Інноваційність без перешкод — оскільки для видання чи оновлення гри для ПК непотрібно чекати на дозвіл, а апаратне забезпечення ПК постійно удосконалюється, саме ця платформа є центром розвитку програмного та апаратного забезпечення. Гральні консолі протягом свого існування залишаються без значних змін.[4]

Однак є і такі недоліки:
- Підвищена складність — персональний комп'ютер призначений для виконання цілого ряду задач, але його неправильне налаштування можуть призвести до проблем з запуском ігор. Також можуть виникнути проблеми з сумісністю апаратного забезпечення та драйверми.
- Ціна апаратного забезпечення — в той час як закриті системи продаються як один юніт і можуть продаватися у збиток, компоненти комп'ютера продаються окремо і тільки у прибуток.[2]